# تشارلي ميتشيل
تشارلي ميتشيل (بالإنجليزية: Charlie Mitchell)‏ (18 مايو 1948 في المملكة المتحدة - ) هو مدرب كرة قدم ولاعب كرة قدم أمريكي في مركز الدفاع. لعب مع نادي سانت ميرين ونيويورك كوسموس وتورونتو بليزارد وتلسا رافنكس وTeam Hawaii ‏ وروتشستر لانسر ‏.

## وصلات خارجية
- تشارلي ميتشيل على موقع قاعدة بيانات كرة القدم.إي يو (الإنجليزية)